# Paula Juste Sánchez
Paula Juste Sánchez (Lérida, 2 de julio de 2003) es una nadadora española que participó en los Juegos Olímpicos de París 2024.

## Trayectoria
Proviene de una familia sin otros nadadores. Comenzó a nadar a los dos o tres años en el CN Lleida. En 2024 estudiaba Finanzas y Contabilidad en la Universidad Internacional de La Rioja.
Miembro del CN Lleida desde muy joven, empezó a entrenar en el Centro de Alto Rendimiento de Sant Cugat del Vallés en 2015, seleccionada por la Federación Catalana de Natación, junto a Cristina García y Roger Miret.
En el Campeonato de España de invierno de Sabadell de 2022 ganó en los 400 m estilos, los 100 my 200 m mariposa y los 400 m libres. En marzo de 2023 fue tercera en la final de los 200 estilos en el meeting de Edimburgo.
El año de su consolidación fue en 2024. En el meeting de Nimes de marzo ganó los 400 libras.
En mayo de 2024 batió el récord de Cataluña a los 50 metros mariposa. en el trofeo Ciutat de Barcelona. En el campeonato de España Open de Palma de junio de 2024 estableció un nuevo récord de España de los 100 mariposa con un tiempo de 58,48 segundos, rebajando en 25 centésimas la marca anterior de 2016.
Con esta marca obtuvo el pase para ir a los Juegos Olímpicos de París 2024  a competir con el 4x200 libres.
El combinado español fue eliminado en la primera serie, después de efectuar la segunda peor marca de los 16 equipos participantes.